# Il violino d'Ingres
Le Violon d'Ingres, in italiano Il violino di Ingres, è una fotografia in bianco e nero creata dall'artista visivo americano Man Ray nel 1924.
Tra le fotografie più note della fotografia surrealista e la più costosa al mondo, l'immagine fu pubblicata per la prima volta sulla rivista surrealista Littérature nel giugno 1924. Mostra la modella Kiki de Montparnasse da dietro, nuda fin sotto alla vita, con due fori a ƒ dipinti all'altezza dei reni per far sembrare il suo corpo un violino.
Una stampa di questa fotografia, conservata da Man Ray fino alla morte, è divenuta nel 2022 la fotografia più costosa al mondo in quanto venne venduta 12 milioni di dollari a un'asta newyorkese.

## Descrizione
Le Violon d'Ingres ritrae Kiki di Montparnasse di spalle, seduta su quella che sembra essere la sponda di un letto, che è ricoperto da una coperta. Le gambe non sono visibili e le braccia sono del tutto piegate in avanti: è visibile soltanto la curvatura delle spalle. I suoi fianchi sono circondati da un tessuto che mette in risalto la parte bassa della schiena e quella alta dei glutei. Il suo volto è girato di tre quarti verso sinistra, lasciando intravedere il suo profilo e un orecchino con un pendente lungo. Ella indossa un turbante a strisce. Dopo la stampa, la fotografia è stata decorata dall'artista tramite l'aggiunta di due effe di un violino sulla schiena della modella in grafite e inchiostro di china. La luce proviene da destra e illumina il dorso in maniera quasi uniforme. Il corpo risalta per il suo candore sullo sfondo della fotografia, che è molto buio. Le curve del corpo vengono evidenziate, e con l'aggiunta delle effe sono divenute quelle di un violino.

### Titolo
Il titolo dell'opera riprende un'espressione della lingua francese (violon d'Ingres) che fa della passione che Ingres aveva per il violino, quando lasciava i pennelli, l'archetipo del passatempo. In questo caso, il titolo lascia intendere che le donne, e in particolare la modella della sua fotografia, erano per Man Ray, quando lasciava la sua arte, il proprio passatempo.

### Ispirazione
Il titolo di questa immagine è anche un indizio sul pittore che ispirò Man Ray per realizzare questa fotografia: il fotografo statunitense ammirava le opere del pittore francese Jean-Auguste-Dominique Ingres e Il violino d'Ingres si ispira a un personaggio del Bagno turco. Questo quadro, finito nel 1862, venne realizzato senza modelle ma grazie a molti schizzi, disegni e dipinti precedenti del pittore. Il bagno turco, in particolare, copia la Bagnante di Valpinçon, un altro quadro del pittore, datato 1808. Come nella fotografia di Man Ray, le due donne dipinte da Ingres sono ritratte in stato di nudità, di schiena e mentre indossano un turbante.